# Dolichopeza portoricensis
Dolichopeza portoricensis är en tvåvingeart som först beskrevs av Alexander 1912.  Dolichopeza portoricensis ingår i släktet Dolichopeza och familjen storharkrankar.
Artens utbredningsområde är Puerto Rico. Inga underarter finns listade i Catalogue of Life.